# Blondinens Hævn
Blondinens Hævn (eng: Legally Blonde) er en amerikansk komedie-film 2001 med Reese Witherspoon i hovedrollen. Den er produceret af Marc E. Platt for Metro-Goldwyn-Mayer studierne og instrueret af Robert Luketic. Den er baseret på en bog med samme navn fra 2001 af Amanda Brown.
Filmen handler om en såkaldt valleys girls ønske om at blive taget alvorligt Harvard Law School og derved vinde sin kæreste tilbage.
Filmen fik en Golden Globe-nominering i kategorien "Best Motion Picture – Musical or Comedy" og Witherspoons præsentation fik også en nominering. Den er nr. 29 på tv-showet Bravos liste over "100 Funniest Movies".
Filmens store box office udgjorde en efterfølger i 2003: Blondinens Hævn 2 og en ny direkte-til-DVD er på vej i 2008, Legally Blondes. Musicalen Legally Blonde havde premiere den 23. januar 2007 i San Francisco og havde premiere i Palace Theatre på Broadway i New York den 29. april 2007.

## Handling
Elle Woods (Reese Witherspoon) er en typisk "valley girl", som vokser op i Bel-Air med Aaron Spelling som genbo. Hun er formand for foreningen af kvindelige studenter, Delta Nu, ved det fiktive CULA, California University of Los Angeles (et anagram til UCLA). Kort tid før sin dimission, forventer Elle at hendes Harvard Law School-kæreste igennem lang tid, Warner Huntington III (Matthew Davis), vil fri til hende, men i stedet slår han faktisk op med den begrundelse, at hun ikke er "seriøs" nok og forhindrer ham i at få en politisk karriere. Sønderknust beslutter Elle sig til, at den eneste måde hun kan vinde Warner tilbage på, er at blive optaget på Harvard Law School. Med en fremragende karakter på 179 point fra sin LSAT (Law School Admission Test) til skolen og en præsentationsvideo af sig selv iført bikini bliver Elle godkendt og optaget af skolens ledelse.
På Harvard bliver Elle mødt med fjendtlighed og skepsis omkring sine evner, og hun finder ud af at Warner faktisk allerede er forlovet med en anden elev på skolen, Vivian Kensington (Selma Blair). Vivian inviterer Elle til en formel gallamiddag, men siger, at det er et kostumebal, for at ydmyge hende. Selvom hun møder op i et "Playboy Bunny"-kostume taber Elle ikke ansigt. Elle konfronterer Warner, som stadig ikke bryder sig meget om hende. Påvirket af Warners afvisende bemærkninger fordyber Elle sig i sine studier og bliver på ingen tid en af de bedste i sin klasse. Hun har stadig svært ved at blive taget seriøst, selvom Emmett Richmond (Luke Wilson), assistent til Callahan (Victor Garber), en af Elles professorer, er venlig mod hende og opdager hendes potentiale.
Sammen med Warner og Vivian bliver Elle ansat som praktikant i Callahans advokatfirma. De er tildelt en opgave, om en ung kvinde, Brooke Taylor Windham (Ali Larter), som er mistænkt for at have dræbt sin velhavende mand. Windham, der er tidligere medlem af Elles forening af kvindelige studenter og en berømt fitness-instruktør, forsøger at overbevise Elle om sin uskyld. Hendes steddatter og husets "cabana boy", Enrique Salvatore (Greg Serano), siger at de fandt Windham stående over sin mands lig.
Efter at Windham nægter at fortælle Callahan sit alibi, besøger Elle hende i fængslet, hvor hun får at vide, at Windham fik en fedtsugning på det tidspunkt, hvor hendes mand blev dræbt. Bekymret over at dette ville ødelægge hendes karriere beder hun Elle holde tæt med det. Vivian er ekstremt imponeret over at Elle vil blive ved med at holde Windhams alibi hemmeligt og de begynder at blive venner. For at gøre det hele værre, begynder Salvatore at fortælle, at han og Windham havde en affære. Af forskellige grunde finder Elle ud af at Salvatore faktisk er bøsse, da han er i stand til identificere hendes sko korrekt som "sidste års Prada-model" – noget som en hetero ikke ville kunne. Selvom Callahan anser Elles beskyldning for at være useriøs og spekulativ, tager Emmett alligevel initiativet og narrer Salvatore til at fortælle sin drengekærestes navn.
Bagefter har Callahan en mindre diskussion med Elle, hvor han afslører at han syntes, at hun er tiltrækkende og han begynder at kærtegne hendes lår. Elle stormer derefter vred ud og møder Vivian, som har set det hele, og siger til Elle, at hun burde gå i seng med juryen, så de kan vinde retssagen. Overbevist om, at hun aldrig vil blive taget seriøst beslutter Elle sig at sige op og tage tilbage til Californien. Men med opmuntring og støtte fra en kvindelig lærer og Emmetts hjælp, beslutter hun sig for at blive. Emmett fortæller derefter Windham om Callahans opførsel og Windham fyrer Callahan og hyrer Elle i stedet.
Men da Elle ikke er advokat endnu, får hun hjælp fra Emmett. Under afhøringen af ofrets datter, Chutney Windham (Linda Cardellini), hævder datteren at hun var i bad, da mordet fandt sted. Elle argumenterer for at da datteren havde fået permanentet sit hår tidligere den dag, så ville et bad ødelægge hendes nye krøller. Presset af Elles aggressive forhør, bryder datteren til slut sammen i tårer og indrømmer, at hun ved et uheld kom til at skyde sin far, fordi hun troede, at det var hendes stedmor, som hun havde hadet hele sit liv. Med dette bliver hun arresteret og Windham bliver fri for alle mistanker. Uden for retssalen venter Warner, som pludselig syntes, at Elle er seriøs nok, og at han gerne vil finde sammen med hende igen. Men nu er det Elle der takker nej, og går sin vej.
I slutningen af filmen ses Elle dimittere fra Harvard, som talsmand for sin klasse og hun er blevet anbefalet til de største advokatfirmaer i landet. Elles nu bedste ven, Vivian, slår op med Warner, som ikke har fået særlig gode karakterer og ikke har fået nogen jobtilbud. Det afsløres også at Emmett har tænkt sig at fri til Elle om aftenen efter hendes dimission.

## Skuespillere
- Reese Witherspoon som Elle Woods
- Luke Wilson som Emmett Richmond
- Selma Blair som Vivian Kensington
- Matthew Davis som Warner Huntington III
- Victor Garber som Professor Callahan
- Jennifer Coolidge som Paulette Bonafonté
- Holland Taylor som Professor Stromwell
- Ali Larter som Brooke Taylor Windham
- Jessica Cauffiel som Margot
- Alanna Ubach som Serena McGuire
- Oz Perkins som "Dorky" David Kidney
- Linda Cardellini som Chutney Windham
- Bruce Thomas som Kyle UPS-fyren
- Meredith Scott Lynn som Enid Wexler
- Wayne Federman som Harvard Admissions Counselor
- Raquel Welch som Mrs. Windham Vandermark
- Greg Serano som Enrique Salvatore

## Filmen
Filmen blev mødt med forskellige anmeldelser fra kritikerne og fik "fresh rating" af 67% positive vurderinger hos Rotten Tomatoes med 130 indlæg i alt. De fleste anmeldere roste Reese Witherspoons hovedrolle-præsentation, selvom at de brød sig mindre om den samlede værdi af filmen. Metacritic rapporterede, at filmen havde en gennemsnitlig score på 59 ud af 100, baseret op 31 indlæg.
Filmen blev et uventet hit, da den indtjente over $20 mio. i dens åbningsuge og endte med en sum på over $96 mio. i USA og mere end $141 mio. verdenen over. Den gjorde Witherspoon til en "A-list" skuespiller og en af de højeste betalte skuespillere i Hollywood (hun blev betalt $15 mio. for at medvirke i efterfølgeren). Efter denne film havde Witherspoon en række af store filmhit inklusiv Blondinens Hævn 2, Sweet Home Alabama og Walk the Line, sidstnævnte gav hende en Oscar i kategorien "Best Actress" for at have spillet June Carter.
I 2007 havde en musical-version af filmen premiere på Broadway, med Laura Bell Bundy som Elle, Christian Borle som Emmett, Orfeh som Paulette, Nikki Snelson som Brooke, Richard H. Blake som Warner, Kate Shindle som Vivienne og Michael Rupert som Callahan. Andre skuespillere var Andy Karl, Leslie Kritzer, Annaleigh Ashford, DeQuina Moore og Natalie Joy Johnson. Her blev Bundy, Borle og Orfeh alle nomineret til en Tony Award.

### Musik
1. "Perfect Day" af Hoku er kendingsmelodien, der bliver spillet i starten og til slut.
2. "Watch Me Shine" af Joanna Pacitti
3. "One Girl Revolution" af Superchick er sangen, der bliver spillet under den afsluttende kreditering.

### Trivia
- I bogen er Elle medlem af Delta Gamma, en international forening for kvindelige studerende, men navnet blev ændret til Delta Nu for at undgå problemer med foreningen.
- Reese Witherspoons karakter har 40 forskellige frisure igennem hele filmen.
- Som aftalt i hendes kontrakt, måtte Witherspoon beholde alle hendes kostumer til filmen bagefter.
- Man ser i starten af filmen Elle Woods børste sit hår bagfra. Dette er faktisk ikke Witherspoon, da hun var i England for at færdiggøre optagelserne til The Importance of Being Earnest.
- En perfekt score i LSAT (Law School Admission Test) er 180, og Elles 179 er derfor 99.9% rigtig.
- Hverken konfrontationen med Warner uden for retssalen eller den endelige dimission var oprindeligt del af manuskriptet, men da filmen skulle prøve-testes var publikummet blevet så fordybet i Elles historie, at de blev skuffet over at hun aldrig fik hævn over Warner og de ville også gerne vide, hvad der skete med hende til sidst (blev hun advokat alligevel?). De to scener blev optaget i England, fordi Reese Witherspoon og Matthew Davis begge var i gang med optagelser til andre projekter på tidspunktet. Under dimissionsscenen er det faktisk kun Witherspoon og Davis der er til stede. Klip med Jennifer Coolidge, Selma Blair, Luke Wilson og andre biroller blev filmet i LA og det blev så klippet sammen senere.